# خوکچه دندان‌زرد برزیلی
خوکچه دندان‌زرد برزیلی (نام علمی: Galea flavidens) نام یک گونه از سرده خوکچه دندان‌زرد است.